# Patna University

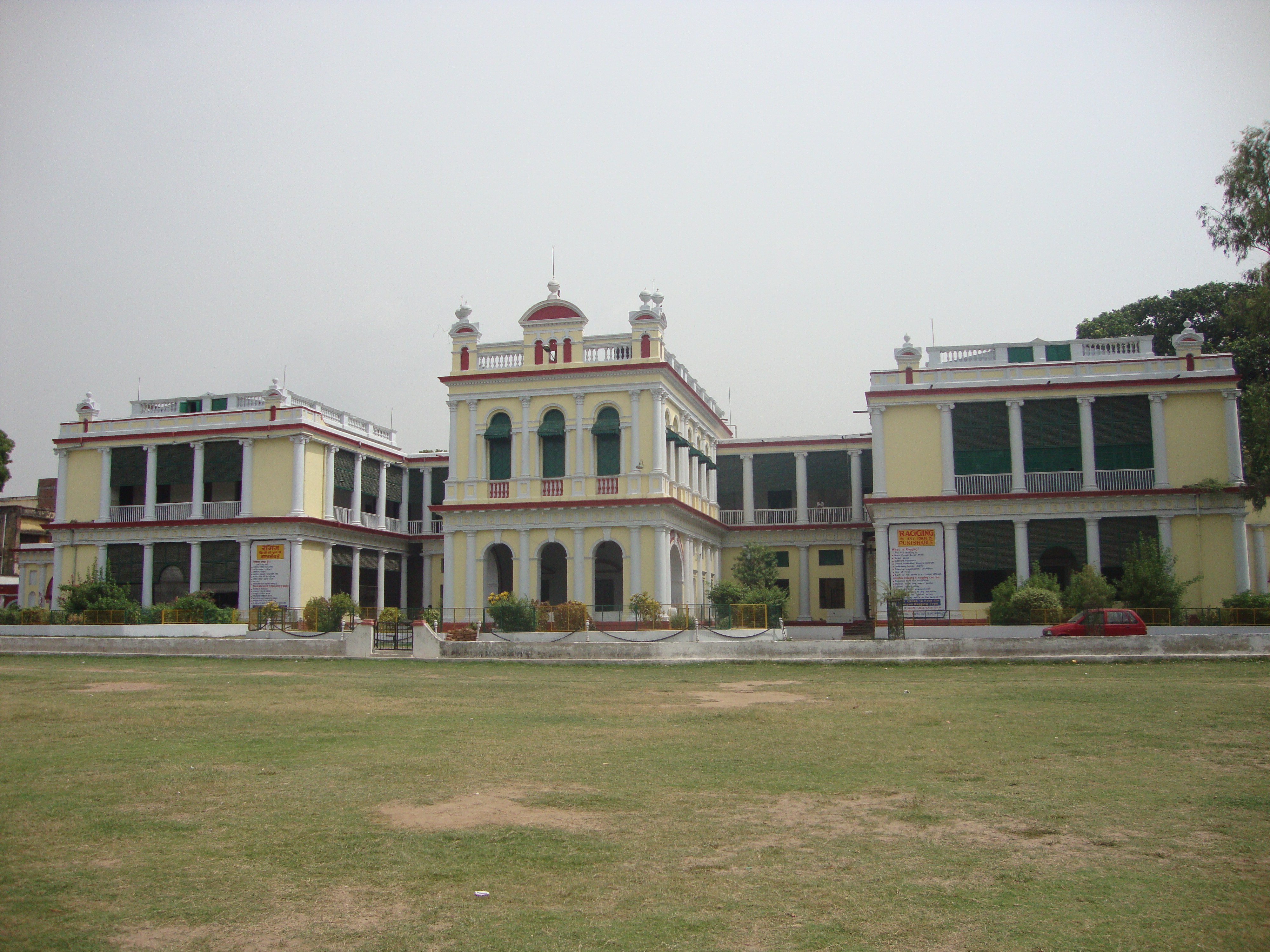
Verwaltungsgebäude

Die Patna University ist eine staatliche Universität in Patna im indischen Bundesstaat Bihar und eine der ältesten Hochschulen auf dem Subkontinent.

## Geschichte
Die Gründung erfolgte 1917; Als 7. Universitätsgründung im damaligen Britisch-Indien gehört sie zu den ältesten Universitäten auf dem indischen Subkontinent. Für etwa 4 Jahrzehnte war die Universität auch zuständig für die akademische Bildung in Nepal und Orissa.

## Fakultäten
- College of Arts & Crafts (Künste und Handwerk)
- Bihar College of Engineering (Jetzt NIT) (Ingenieurwesen)
- Bihar National (B. N.) College
- Magadha Mahila College
- Patna College
- Patna Law College (Rechtswissenschaften)
- Patna Medical College and Hospital (Medizin)
- Patna Training College
- Patna Women’s College
- Science College (Naturwissenschaften)
- Vanijya Mahavidyala
- Women’s Training College